# 綠色環境黨
绿色环境党（瑞典語：Miljöpartiet de Gröna），常簡稱綠黨，是瑞典的一個關注環境問題的綠色政黨。2008年至2010年間，綠黨與在野社民黨和左翼黨合組紅綠聯盟。1980年，瑞典舉行有關核能發電的公民投票，綠黨於翌年成立以示反對。
綠黨於瑞典議會中擁有16席，在歐洲議會中擁有3席。